# France au Concours Eurovision de la chanson 1968
La France a participé au Concours Eurovision de la chanson 1968 à Londres, au Royaume-Uni. C'est la treizième participation de la France au Concours Eurovision de la chanson.
Le pays est représenté par Isabelle Aubret et la chanson La Source, sélectionnées en interne par l'ORTF.

## Sélection
L'Office de radiodiffusion-télévision française (ORTF) choisit l'artiste et la chanson en interne pour représenter la France au Concours Eurovision de la chanson 1968.
Lors de cette sélection, c'est la chanteuse Isabelle Aubret et la chanson La Source, écrite par Henri Djian et Guy Bonnet sur une musique de Daniel Faure, qui furent choisies.

Parmi les autres candidats, figuraient notamment Line et Willy, Richard Anthony et Martine Baujoud.  Cette dernière joua au cinéma dans "Les misérables" avec Bourvil et Jean Gabin.   Elle fera partie du groupe "Profil" qui représentera la France en 1980.

## À l'Eurovision
Chaque pays avait un jury de dix personnes. Chaque juré attribuait un point à sa chanson préférée.

### Points attribués par la France
| 4 points | Espagne Royaume-Uni |
| 1 point  | Belgique Luxembourg |

### Points attribués à la France
| 10 points | 9 points | 8 points                         | 7 points            | 6 points   |
| --------- | -------- | -------------------------------- | ------------------- | ---------- |
|           |          |                                  |                     | - Belgique |
| 5 points  | 4 points | 3 points                         | 2 points            | 1 point    |
|           |          | - Luxembourg - Pays-Bas - Suisse | - Autriche - Italie | - Suède    |

Isabelle Aubret interprète La Source en 10e position lors du concours suivant la Finlande et précédant l'Italie. Au terme du vote final, la France termine 3e sur 17 pays, obtenant 20 points,.